# Perniö
Perniö este o fostă comună din Finlanda.